# Xã Vienna, Quận Marshall, Iowa
Xã Vienna (tiếng Anh: Vienna Township) là một xã thuộc quận Marshall, tiểu bang Iowa, Hoa Kỳ. Năm 2010, dân số của xã này là 289 người.